# 国民体育大会ライフル射撃競技
国民スポーツ大会ライフル射撃競技（こくみんたいいくたいかい―しゃげききょうぎ）は、国民スポーツ大会で行われるライフル射撃競技大会である。

## 概要
50m・10m・AP・BR・BP・CPの6種目。
成年男子はBRを除く5種目、成年女子は50m・10m・AP・BRの4種目、少年は10m・BRの2種目となる。

## 歴史
射撃競技として第6回大会より実施競技に加わり、第13回からはクレー射撃と分化。